# Ford Motor Argentina
Ford Motor Argentina est la filiale argentine du constructeur automobile américain Ford Motor Company. La société a été créée le 31 décembre 1913 pour importer des véhicules Ford produits à l'étranger, essentiellement aux États-Unis.

## Histoire
Ford Motor Argentina est la première filiale sud-américaine créée par Ford, et la quatrième au monde. La société a débuté par l'importation directe d'automobiles et de camions puis, à partir de 1917, elle a assemblé en CKD dans un petit atelier de Buenos Aires. En 1920, la société lance la construction d'une usine d'assemblage dans le quartier de "La Boca" qui sera inaugurée en 1922 et où sera assemblé en Semi Knock Down (SKD), la fameuse Ford T.
En 1927, la 100 000e Ford T est produite à La Boca. À la fin de cette même année, la Ford A est présentée aux États-Unis, succédant au modèle "T". Les premiers camions Ford ont été importés en 1930.

### Les années de guerre (1939-1945)
Avec le déclenchement de la Seconde Guerre mondiale en 1939, l'importation de véhicules et de composants a été brutalement arrêtée. La production s'est limitée à compléter quelques exemplaires avec les éléments disponibles, mais le manque croissant de composants de base pour la production a vite imposé l'arrêt de l'activité. Pendant cette période, Ford fabriquait des batteries et servait ses clients en vendant des pièces et des accessoires fabriqués par des ateliers locaux. C'est précisément la nécessité de développer l'activité des fournisseurs nationaux qui a créé les bases de l'émergence et de l'expansion ultérieure de l'industrie automobile argentine.

### Les premières Ford argentines
En 1946, dès la fin de la guerre, l'activité de l'usine de La Boca reprend mais s'interrompt à nouveau en 1948. Ce n'est qu'en 1956 que la production reprendra vraiment avec l'assemblage des véhicules utilitaires de la ligne « F ».
À la fin de l'année 1959, lorsque le régime de promotion de l'industrie automobile a été validé, la production du pick-up F-100, des camions F-600 et du châssis pour autobus B-600 a commencé.
En 1960, la première pierre du "Pacheco Industrial Center" a été posée et a été inauguré l'année suivante.
En 1962, la production de la Falcon a commencé. L'offre s'élargit en 1969 avec le lancement de la Fairlane, qui a marqué le début de la mode des véhicules de luxe et de grandes dimensions, à l'américaine.

### L'épisodeAutoLatina- Fusion avec Volkswagen do Brasil
Dans les années 1980, tous les pays d'Amérique du Sud connaissent une situation économique catastrophique avec un taux d'inflation astronomique, situation qui a obligé les constructeurs automobiles à rechercher des solutions permettant de limiter les pertes abyssales. Comme Fiat Concord et Peugeot Argentina l'avaient anticipé et réalisé en février 1980 en créant SEVEL Argentina, Fiat en détenant 70%, les filiales brésilienne et argentine de Ford et de Volkswagen décident, en 1987, de fusionner dans une holding nommée AutoLatina, Volkswagen détenant 51 % des actions et Ford 49 %. Chaque marque, par contre, a conservé sa propre image d'entreprise, ses structures de marketing et son réseau de vente (concessionnaires et ateliers de service). Seules les unités de conception et de fabrication ont fusionné, permettant une réduction significative des coûts de production, mais impliquant une réduction de près de moitié des effectifs.
En Argentine, l'activité industrielle des deux sociétés a été concentrée dans le complexe industriel de Pacheco. L'année suivante, l'Escort est présentée, le premier modèle Ford de dimensions moyenne produit en Argentine. En 1994, Ford lance l'Orion.
La Ford Escort avait été présentée en versions 3 et 5 portes en 1983, et cabriolet  en 1985. Malgré un bon niveau de ventes, Ford a décidé d'abandonner la version 5 portes en 1986 et de ne conserver que la version 3 portes. En 1989, le moteur Ford 1.6 CHT est remplacé par le VW AP 1.8 accouplé à une boîte de vitesses de la Golf allemande.
Le projet automobile commun AutoLatina a permis de lancer de nouveaux modèles : la Ford Verona et son clone Volkswagen Apollo en 1989, avec des plates-formes et des moteurs VW identiques étaient produites à bas coût, ce qui a permis aux deux marques de rester compétitives face à leurs principaux concurrents Fiat et Chevrolet.
En 1990, la Ford Versailles, version restylée de la Volkswagen Santana, est lancée dans un climat économique plus serein.
La joint-venture AutoLatina est dissoute en 1995. L'usine d'assemblage et de peinture de camions et la filiale Transax sont cédées à Volkswagen.

### Les années 1990 - Indépendance retrouvée
En décembre 1995, Ford et Volkswagen officialisent leur séparation à l'amiable et Volkswagen rachète les parts de Ford dans AutoLatina. Cela correspondait au 75e anniversaire de Ford do Brasil mais surtout parce que la baisse des ventes de Ford, plus importante que celle de VW, a incité le constructeur américain à reprendre son indépendance pour avoir le contrôle total de toutes les opérations et appliquer les méthodes de production au plus juste pour améliorer sa compétitivité sur les marchés argentin et brésilien. Cependant, techniquement, Ford va continuer à utiliser les moteurs et transmissions de son ancien partenaire pendant un certain temps. Redevenu maître de son destin, Ford regroupe ses filiales d'Amérique du Sud dans une nouvelle entité Ford America Latina.
En 1996, la Ford Fiesta allemande est lancée et présentée comme nouveau modèle bas de gamme, remplaçant la Ford Escort Hobby 1.0 de 1993, définie "carro popular" (voiture du peuple), bénéficiant d'une subvention gouvernementale pour produire des voitures bon marché et économes en carburant. Toute la production de la gamme Ford Escort a été déplacée du Brésil vers l'Argentine.
Ford do Brasil a fabriqué des modèles équipés des moteurs Zetec-Rocam 4 cylindres 1.0/1.6 et Duratec 2.0 litres sur des versions à bas prix comme les Ford Ka, Fiesta et EcoSport, version SUV de la Ford Fusion Mk1 européenne.
En 2000, Ford a fermé l'usine d'Ipiranga, qui produisait des camions et des automobiles en CKD.
Une partie du succès de Ford America Latina, celle qui a généré les bénéfices les plus élevés au sein de l'opération mondiale de Ford Motor Company, a été la nouvelle usine de Camaçari, dans l'État de Bahia, dans le nord du Brésil, dans laquelle Ford a investi 4 milliards de US$. Le mini SUV Ford EcoSport et la Ford Fiesta y ont été fabriqués pour le marché brésilien et exportés également vers d'autres pays en développement.
Ford a continué à commercialiser des modèles européens comme la Focus importée d'Argentine et américains comme le pick-up Ford F-250, importé des États-Unis depuis 2006.
En 2019, Ford do Brasil comptait 396 points de vente et 233 concessionnaires répartis sur le pays, mais en 2022, le réseau est réduit à quelques dizaines de concessionnaires, le volume des ventes a été divisé par dix.

### Années 2020 - Fin de la production
En 2001, Ford inaugure la nouvelle usine de Camaçari, dans l'État de Bahia, pour produire les modèles Ford Courier, Fiesta (Brasil), Ka, Ka+ et EcoSport.
L'usine de Vila Prudente est fermée en 2001.
En 2019, Ford décide de fermer l'usine de São Bernardo do Campo qui sera vendue aux sociétés Construtora São José et FRAM Capital, mettant fin à la production nationale et sortant du marché sud-américain des camions
Ford do Brasil cesse toute production au Brésil le 12 janvier 2021, après 101 ans de présence,. Les usines de Camaçari, Bahia et Taubaté ont été fermées immédiatement. L'usine Troller d'Horizonte, État du Ceará, rachetée par For en janvier 2007, a fermé le 31 décembre 2021. En octobre 2023, le site est repris par le constructeur chinois BYD et espére lancer sa production fin 2024.
En 2019, Ford occupait la 5e position des ventes au Brésil, avec 225.066 véhicules (7,14 % de part du marché automobile brésilien) derrière Fiat, Chevrolet, Volkswagen et Renault. En 2022, les ventes totales de Ford au Brésil se sont élevées à seulement 21.045 véhicules, se classant à la 13e place. Les modèles Ford vendus au Brésil sont désormais tous fabriqués à l'étranger, comme les Bronco, Mustang et Ranger aux USA ou le Transit en Uruguay. Ford a vendu 119.454 voitures, 19.864 pick-up et 579 camions au Brésil en 2020.

## Modèles fabriqués en Argentine
La liste comprend les modèles assemblés ou fabriqués en Argentine, par ordre chronologique de lancement. Les chiffres de productions sont issus des publications annuelles de l'ADEFA - Asociación de Fabricantes de Automotores.

## Automobiles
Depuis 2021, seul le Ranger est est fabriqué en Argentine, tous les autres modèles sont importés.

### Modèle actuel
| Modèle     | Type            | Origine | Années        | Production | Image |
| ---------- | --------------- | ------- | ------------- | ---------- | ----- |
| Ranger III | Pick-up / Truck | USA     | 2023–en cours | 493.542    |       |

### Modèles anciens
| Modèle         | Type               | Origine | Années    | Production  | Image |
| -------------- | ------------------ | ------- | --------- | ----------- | ----- |
| T              | Citadine           | USA     | 1917–28   |             |       |
| A              | Limousine          | USA     | 1928–32   |             |       |
| Falcon         | Familiale          | USA ARG | 1962–91   | 494.208     |       |
| Fairlane       | Familiale routière | USA     | 1969–81   | 29.602      |       |
| Taunus         | Familiale routière | GER     | 1974–84   | 197.031     |       |
| Sierra         | Familiale          | EU      | 1984–92   | 70.318      |       |
| Escort         | Berline compacte   | EU      | 1987–2002 | 365.797     |       |
| Orion          | Berline compacte   | EU      | 1994–97   | 31.140      |       |
| Focus I-II-III | Berline compacte   | EU      | 1999–2019 | 651.970     |       |
| Ranger I-II    | Pick-up / Truck    | USA     | 1996–2022 | > 1.000.000 |       |

Notes
1. ↑  Assemblée jusqu'en 1924, fabriquée ensuite
2. ↑  Assemblée (1962–63) puis, de 1963 à 1991, La Falcon a été la 1re beline 4 portes intégralement fabriquée en Argentine[13],[14]
3. ↑  La 1re génération de Falcon était basé sur le modèle américain. À partir de 1966, les restylings sont réalisés en Argentine sans aucun lien avec l'évolution du modèle américain
4. ↑  Introduced by Ford Europe in 1998[15]. The third generation of the Focus was released in 2011 with similar design for both markets, Europe and North America[16].

## Modèles importés
- Granada (Europe) Allemagne (1980–81)
- Laser Japon (1981–83)[n2 1]
- Galaxy Brésil (1992–96)[n2 2]
- Fiesta Brésil (1995–2019)[n2 3]
- Ka (1997–2021)[19]
- Cargo Brésil (1998-2019)[n2 4]
- Mondeo Espagne (1999–2022)[21],[22]
- EcoSport Inde (2003–2022)[23]
- Kuga USA-Espagne(2017–en cours)[24][n2 5]
- Mustang USA (1980–en cours)[26]
- Transit Uruguay (2018–en cours)[27]
- Territory Chine (2020–en cours)[28]
- F-150 Raptor USA (2020–en cours)[29]
- Bronco USA (2020–en cours)[30]
- Maverick Mexique (2022–en cours)[31]

Notes
1. ↑  version asiatique fabriquée par Mazda, importée du Japon
2. ↑  Clone de la Volkswagen Santana, commercialisée par Ford AutoLatina.
3. ↑  À l'origine importée d'Espagne, un an plus tard importation du Brésil[17],[16],[18].
4. ↑  Compris les modèles C195E, C1517, C1722, C1932, C2632. Des camions ont été importés du Brésil[20].
5. ↑  La gamme compte une version hybride depuis 2020[25].

### Camions / Trucks
| Modèle          | Type            | Origine | Années    | Production | Image |
| --------------- | --------------- | ------- | --------- | ---------- | ----- |
| F-100           | Pick-up         | USA     | 1959–96   | 402.653    |       |
| B-600           | Châssis autobus | ARG     | 1960      | 156        |       |
| F-350/400/500   | Truck           | USA     | 1961–96   | 64.692     |       |
| B-700           | Châssis autobus | ARG     | 1968-83   | 2.111      |       |
| F-600/700       | Truck           | USA     | 1969–92   | 43.193     |       |
| Falcon Ranchero | Pick-up         | USA ARG | 1973–91   | 33.493     |       |
| F-250           | Pick-up         | USA     | 1973-96   | 5.037      |       |
| F-150           | Pick-up         | USA     | 1981-96   | 6.956      |       |
| Ranger          | Pick-up / Truck | USA     | 1996–2011 | 152.626    |       |
| Cargo           | Truck           | UK      | 1999–2000 | 474        |       |

Notes
1. ↑  Uniquement assemblé dans l'usine de La Boca (1959-1961) puis, à partir de 1961, entièrement fabriqué dans l'usine General Pacheco[32]
2. 1 2  Not the original Ford Ranchero but an adapted local Falcon body.